# Palladianisme
Palladianisme eller palladiansk arkitektur er en europæisk arkitekturstil afledt af og inspireret af arbejder af den venetianske arkitekt Andrea Palladio (1508-1580). Det der i dag betegnes som palladiansk arkitektur, er en udvikling af Andrea Palladios oprindelige koncepter, der var stærkt baseret på symmetri, perspektiv og værdier fra grækernes og romernes klassiske tempelarkitektur i antikken. Fra 1600-tallet blev Palladios fortolkning af denne klassiske arkitektur kaldt palladianisme, og den fortsatte med at udvikle sig til slutningen af 1700-tallet.
Palladianismen blev en kort periode i midten af 1600-tallet populær i Storbritannien, men dens blomstring blev afkortet ved begyndelsen af den engelske borgerkrig og de stramninger der fulgte af den.
I begyndelsen af 1700-tallet kom stilen igen på mode, ikke kun i England men også direkte påvirket fra Storbritannien i Prøjsen, hvor Grev Francesco Algarotti (1712-1764) kan have skrevet til Burlington – Richard Boyle, 3rd Earl of Burlington (1694-1753) – fra Berlin at han havde anbefalet Frederik den store – konge af Preussen 1740-86 – om i Preussen at adoptere den arkitektoniske stil, som Burlington havde introduceret i England . Den preussiske maler og arkitekt Georg Wenzeslaus von Knobelsdorffs (†1753) operahus på Unter den Linden, baseret på den skotske arkitekt Colen Campbells (1676-1729) Wanstead House i Essex, blev opført 1741-1743.
Senere i århundredet, da stilen ikke længere var så populær i Europa, blev den til gengæld mere populær i de britiske kolonier i Nordamerika med eksempler som Drayton Hall i South Carolina, Redwood Library i Newport, Rhode Island, Morris-Jumel Mansion i New York City, Hammond-Harwood House i Annapolis, Maryland og Thomas Jeffersons Monticello og Poplar Forest i Virginia.
- Operahuset i Berlin med engelsk forlæg
- Operahuset i Berlin omkring 1745.
 Dets oprindelige form var baseret på tegninger af Georg Wenzeslaus von Knobelsdorff (†1753)
- Colen Campbells Wanstead House i Essex, 1722.
 Forlæg for det oprindelige operahus på Unter den Linden

Stilen fortsatte med at være populær i Europa gennem 1800-tallet og begyndelsen af 1900-tallet, hvor den ofte blev brugt i udformningen af offentlige og kommunale bygninger.
Fra slutningen af 1800-tallet fik stilen konkurrence af en nygotisk stil i den engelsktalende verden, hvis førende skikkelser, bl.a. Augustus Pugin (†1852) mindede om at palladianismen havde sin oprindelse i gamle templer. De anså det som for hedensk for anglikansk og anglokatolsk gudstjenesterliv (worship).
Men stilen forblev populær og fortsatte med at udvikle sig; dens pedimenter (prydgavle), symmetri og proportioner ses i mange moderne bygninger i dag.

## Palladios arkitektur
Bygninger helt tegnet af Palladio findes i Venedig og Veneto med særligt mange 'palazzi' – store paladslignende bygningskomplekser – i Vicenza. De omfatter villaer og kirker som Il Redentore i Venedig. I Palladios arkitektoniske afhandlinger fulgte han principperne defineret af den romerske arkitekt Vitruv (†25 f.Kr.) og hans elev fra 1400-tallet Leon Battista Alberti (†1472), som fulgte principperne for klassisk romersk arkitektur baseret på matematiske proportioner snarere end den rige ornamentale stil, der også var karakteristisk for renæssancen.
Palladio udformede altid sine villaer i forhold til omgivelserne. Hvis de lå på en bakke som Villa Capra, fik alle facader ofte lige stor værdi, så beboerne kunne få fine udsigter i alle retninger. Også i sådanne tilfælde havde alle sider portik, en søjlehal, så beboerne fuldt ud kunne sætte pris på landskabet, mens de var beskyttet mod solen ligesom mange moderne 'porches' i amerikansk stil. Palladio brugte nogle gange en loggia som et alternativ til en portik. Den kan beskrives som en indbygget portik eller altan, et værelse med 'hullede' eller åbne vægge, åben for elementerne. Lejlighedsvis kunne der være to loggiaer over hindanden, en dobbelt loggia. Loggiaers betydning i facaden blev undertiden understreget ved at have et pediment øverst. Villa Godi fra omkring 1540 har som midtpunkt en loggia snarere end en portik; desuden afslutter loggiaer hver ende af hovedbygningen.
Palladio udformede ofte facaderne på sine villaer efter romerske tempelfacader, som i en korsformet udførelse senere blev et kendetegn for hans arbejde. Villaer med inspiration fra Pallidios arbejder er normalt bygget med tre etager: en 'rustikeret kælder' (med rå overflade) eller stueetage med en tjenesteafdeling og mindre værelser. Herover lå piano nobile – 'den fornemme etage' – med adgang gennem en portik via en ekstern trappe. Denne etage indeholdt den primære modtagelse og soveværelser, og over det er en lav mezzanin med sekundære soveværelser og opholdsrum.
Forholdet mellem hvert værelse i villaen blev beregnet ud fra enkle matematiske forhold som 3:4 og 4:5, og de forskellige værelser inde i huset var indbyrdes forbundet ved disse forhold. Tidligere arkitekter havde brugt disse formler til at afbalancere en enkelt symmetrisk facade. Imidlertid var Palladios udformning sat i forhold hele den sædvanligvis firkantede villa.
Palladio tog hensyn til det dobbelte formål med sine villaer som både landbrugsejendomme og landsteder, fornemme steder til weekendophold for velhavende købmand. Disse symmetriske tempellignende huse har ofte ligeledes ensartet symmetriske, men lave udadragende fløje til heste, husdyr og opbevaring. Fløjene var i nogle tilfælde fritliggende og forbundet med villaen ved kolonnader. De blev udformet så de ikke kun var funktionelle, men også kunne komplementere og fremhæve villaen. De var dog på ingen måde bestemt til at være en del af hovedhuset, og det er udformningen og brugen af disse fløje, som Palladios tilhængere i 1700-tallet tilpassede så de blev en integreret del af bygningen.
Palladios I quattro libri dell'architettura ('Fire bøger om arkitektur') blev første gang offentliggjort 1570. Dette skrift om arkitektur indeholder beskrivelser og illustrationer af Palladios egen arkitektur sammen med den romerske bygningstype, der inspirerede ham til at skabe stilen. Palladio genfortolkede Roms antikke arkitektur og anvendte den til alle slags bygninger fra store villaer og offentlige bygninger til ydmyge huse og gårde.

## Det venetianske vindue
Det venetianske vindue – også palladiansk, serliansk efter Serlio – benyttes meget i arbejder af Palladio og er næsten et varemærke for hans tidlige karriere. Det består af et centralt område med en halvcirkelformet bue over, båret på en vederlags- eller tryklejesten (impost) der består af et lille entablement, hvorunder – og omsluttende et lysfelt på hver side – der er pilastre.
I biblioteket i Venedig varierede Jacopo Sansovino (†1570) udformningen ved at erstatte de to indre pilastre med søjler.
At beskrive oprindelse til denne udformning som værende enten palladiansk eller venetiansk er ikke helt korrekt. Motivet blev først brugt af Donato Bramante (1444-1514) og senere nævnt af Sebastiano Serlio (1475-1554) i hans syvbinds værk Tutte l'opere d'architettura et prospetiva, der forklarede idealerne fra Vitruv og romersk arkitektur. Dette buede vindue er flankeret af to rektangulære åbninger, et motiv der første gang optrådte i det antikke Roms triumfbuer.
Palladio gjorde hyppig brug af motivet, især i arkaderne ved Basilica Palladiana i Vicenza. Det er også et træk ved hans indgange til både Villa Godi og Villa Forni Cerato. Det er måske denne omfattende brug af motivet i Veneto, der har givet vinduet dets alternative navn det venetianske vindue. Det betegnes også som et serliansk vindue efter Sebastiano Serlio (†1554). Uanset navnet eller oprindelsen er denne form for vindue sandsynligvis blevet et af de mest vedvarende træk ved Palladios arbejde, som kan ses i de senere arkitektoniske stilarter udviklet fra palladianismen.
Ifølge arkitekturhistorikeren James Lees-Milne (1908-1997) var dets første forekomst i Storbritannien i omformede fløje til Burlington House, Mayfair London, hvor den umiddelbare kilde faktisk var i Inigo Jones' udformning til Palace of Whitehall, Westminster Middlesex, snarere end fra Palladio selv.
En variant, hvor motivet er indesluttet i en aflastende blindbue, der forener motivet, er ikke palladiansk, selvom Burlington (1694-1753) synes at have antaget, at det var tilfældet ved at bruge en tegning i hans besiddelse, der viser tre sådanne træk i en almindelig mur.
Senere vurderinger tilskriver tegningen den italienske arkitekt Vincenzo Scamozzi (1548-1616). Burlington anvendte motivet i 1721 for en facade (en. 'elevation', opstalt) til Tottenham Park i Savernake Forest Wiltshire for sin svoger lord Bruce (siden ombygget). William Kent tog det op i sin udformning af parlamenterne, og det fremgår af Kents tegninger til nordfronten af Holkham Hall i Norfolk.
- Italienske forlæg
- Detalje fra Palladios I quattro libri dell'architettura
- Sansovinos bibliotek i Venedig, Libreria Marciana, påbegyndt 1537
- Basilica Palladiana (Vicenza) - facade mod Piazza dei signori

- Eksempler på anvendelse
- Detalje fra Wardour Castle
- Maison du Pigeon på Grand-Place de Bruxelles, hvor Victor Hugo boede 1852
- Dobbelt venetiansk vindue på Siège central du Crédit lyonnais i Paris

## Tidlig palladianisme
I 1570 udgav Palladio I quattro libri dell'architettura, 'Fire bøger om arkitektur', som inspirerede arkitekter i hele Europa.
Mange arkitekter, der studerede i Italien, lærte i løbet af 1600-tallet Palladios arbejde at kende. Disse udenlandske arkitekter vendte tilbage til deres hjemlande og tilpassede Palladios stil til forskellige klimaer og topografier og til deres klienters personlige smag. På den måde blev der skabt isolerede former for palladianisme rundt omkring i verden. Palladio-stilen nåede imidlertid først højden af popularitet i 1700-tallet, først og fremmest i England, Wales, Skotland, Irland og senere
Nordamerika.
I selve Venedig var der en tidlig reaktion på barokarkitekturens excesser, og denne reaktion gav sig udtryk i en tilbagevenden til paladianske principper.
De tidligste neopalladianere var to samtidige, begge uddannet som murere, Domenico Rossi (1657-1737)  og Andrea Tirali (1657-1737).
Deres biograf Tommaso Temanza (1705-1789) viste sig at være bevægelsens mest kompetente og lærde fortaler. I hans hænder blev arven fra Palladio mere og mere kodificeret med retning mod neoklassicisme.
Den mest indflydelsesrige tilhænger af Palladio var dog englænderen Inigo Jones, som rejste i hele Italien med
'the Collector Earl', samleren Earl of Arundel (1586-1646).
Han annoterede sin kopi af Palladios afhandling i 1613-14.
Den 'palladianisme', som Jones, hans samtidige og senere tilhængere udøvede, var en stil der stort set bestod af facader, og den matematik, der skulle fastlægge udformningen, blev ikke strengt fulgt.
En håndfuld store landejendomme i England bygget mellem 1640 og ca. 1680, som Wilton House i Wiltshire, er i denne palladianske stil. De følger den store succes som Jones' udformning havde med Queen's House i Greenwich for Anna af Danmark og Banqueting House i Whitehall, Karl 1.'s ufærdige kongelige palads i London.
Imidlertid var Inigo Jones' palladianske stil for tæt forbundet med Karl 1.'s hof til at overleve borgerkrigens uro (1642-1651).
Efter Stuarternes restaurering blev Jones' palladianisme sat i skyggen af barokstilen med arkitekter som William Talman (†1719) og John Vanbrugh (†1726), Nicholas Hawksmoor (†1736) og endog Jones' elev John Webb (†1672).

## Neopalladianisme

### Engelsk palladiansk arkitektur
Der er for få eller ingen kildehenvisninger i dette afsnit, hvilket er et problem. Du kan hjælpe ved at angive troværdige kilder til de påstande, som fremføres.

Den barokstil, der var populær på det europæiske fastland, var aldrig helt efter engelsk smag og blev anset for overdreven flamboyant, katolsk og overlæsset. Den blev hurtigt erstattet, da der i begyndelsen af 1700-tallet blev udgivet fire bøger i Storbritannien, der fremhævede enkelheden og renheden i den klassiske arkitektur.
De fire bøger var:
1. Vitruvius Britannicus udgivet i 1715 af Colen Campbell (†1729) – supplerende bind dukkede op gennem århundredet
2. Palladios Four Books of Architecture, oversat af Giacomo Leoni (†1746) og udgivet fra 1715 og fremefter.
3. Leone Battista Albertis (†1472) De Re Aedificatoria, oversat af Giacomo Leoni, udgivet 1726.
4. The Designs of Inigo Jones... with Some Additional Designs, udgivet af William Kent i to bind, 1727 – yderligere et bind Some Designs of Mr. Inigo Jones and Mr. William Kent blev udgivet i 1744 af arkitekten John Vardy (†1765), som havde tilknytning til Kent.

Af disse udgivelser var den mest populære blandt samtidens velhavende bygherrer Colen Campbells værk i fire bind værk Vitruvius Britannicus. Campbell var både arkitekt og udgiver. Bogen var i det væsentlige en bog med
gengivelse af britiske bygninger inspireret af de store arkitekter fra Vitruv til Palladio; først især af Inigo Jones, men de senere bind indeholdt tegninger og planer af Campbell og andre arkitekter fra 1700-tallet. Disse fire bøger bidrog meget til, at Palladio-arkitekturen fandt fodfæste i 1700-tallet. Bøgernes tre forfattere blev tidens mest fashionable og efterspurgte arkitekter. På grund af sin bog Vitruvius Britannicus blev Colen Campbell valgt som arkitekt til bankmanden Henry Hoare I's Stourhead House i Wiltshire, der blev inspiration for mange lignende huse i hele England, se ill.
I forreste række for denne nye bygningsstil var den aristokratiske 'architect earl', Richard Boyle, 3. Earl of Burlington (1694-1753). 1729 tegnede han og William Kent Chiswick House, en fortolkning af Palladios Villa Capra, men renset for 1600-tallets elementer og ornament. Denne mangel på udsmykning skulle blive et af trækkene ved palladianismen. I 1734 tegnede William Kent og Lord Burlington et af Englands fineste eksempler på palladiansk arkitektur: Holkham Hall i Norfolk. Hovedhuset fulgte Palladios foreskrifter ganske tæt, men Palladios lave, ofte selvstændige fløje med landbrugsbygninger blev fremhævet i betydning. Kent knyttede dem til udformningen, udelod husdyr og hævede fløjede til næsten samme betydning som selve huset. Disse fløje blev ofte prydet med portikker og pedimenter, der ofte lignede små selvstændige engelske landhuse, 'country houses' – som ved den senere Kedleston Hall i Derbyshire (1759). Det var udviklingen af de flankerende fløje, der skulle få engelsk palladianisme til at udvikle sig fra at være en pastiche på Palladios oprindelige arbejde.
- Engelsk palladianisme i 1700-tallet
- Sydfacaden af Holkham hall i Norfolk af William Kent og Lord Burlington. Opført 1734-1764 for Earl of Leicester
- Engelsk palladianisme. Woburn Abbey, tegnet af Burlingtons elev Henry Flitcroft i 1746. Palladios centrale tempelagtige parti er ikke længere fritstående. Fløjede er nu hævet til lige så stor betydning, og de landbrugsbygninger, der afslutter Palladios design, fremstår nu tydeligt som en del af facaden.
- Keddleston Hall i Derbyshire fra 1759 hvor fløjene ligner små selvstændige 'country houses'

Arkitektoniske stilarter udvikler sig og ændres for at passe til de enkelte kunders krav. Da hertugen af Bedford i 1746 besluttede at genopbygge Woburn Abbey, valgte han Palladio-stilen da det nu var tidens mest fashionable. Han valgte arkitekt Henry Flitcroft (1697-1769), en protegé af Burlington. Skønt Flitcrofts udformning fremstod palladiansk, ville resultatet næppe være blevet anerkendt af Palladio selv. Det centrale parti er lille, kun tre fag (en. 'bays', travée), den tempellignende portik er kun antydet og lukket.
To store flankerende fløje, der indeholder en lang række statelige rum til selskabelihed, 'state rooms', erstatter de mure eller kolonnader, som skulle være forbundet med landbrugsbygninger i fløjene.
De er nu hævet for at passe med den centrale blok og har fået palladianske vinduer for at sikre, at de blev anset for at være i palladiansk stil. Denne udvikling af stilen skulle gentages i utallige huse og offentlige bygninger i Storbritannien i løbet af hundrede år. Det faldt i popularitet i den victorianske æra, men blev genoplivet 1913 med den nye facade Aston Webb gav Buckingham Palace. Ofte ville de afsluttende blokke eller fløje selv have blinde portikker og pilastre i konkurrence om opmærksomhed med eller supplerende den centrale blok. Det var fjernt fra Palladios udformning to hundrede år tidligere.
Engelske huse i palladiansk stil var nu ikke længere de små, men udsøgte landsteder til weekendophold, som havde været deres italienske modstykkers formål. De var ikke længere villaer, men 'power houses' med arkitekshistorikeren John Summersons (1904-1992) udtryk, de symbolske centre for magten hos den landadel "Whig 'squirearchy'",, der styrede Storbritannien. Da Palladio-stilen gik sin gang hen over Storbritannien, blev alle tanker om matematiske proportioner fejet bort. I stedet for firkantede huse med støttende fløje havde bygningerne fået længden af facaden som deres største overvejelse. De lange huse, der ofte kun var ét rum i dybden, var et bevidst bedrageri der skulle give indtryk af størrelse.

### Irsk palladianisme
Under den palladianske genoplivningsperiode i Irland blev selv ret beskedne palæer, mansions, udformet efter en neopalladiansk skabelon.
Stilen i Irland adskiller sig en smule (subtly) fra den i England.
Som i andre lande lagde man sig efter Palladios grundlæggende idealer og var endda ofte mere tro mod dem, fordi arkitekterne oftest var kommet direkte fra det europæiske fastland og derfor ikke var påvirket af den udvikling, som palladianismen gennemgik i Storbritannien. Uanset hvad grunden kunne være, måtte palladianismen tilpasses til det vådere og koldere vejr.
En af de mest banebrydende irske arkitekter var Edward Lovett Pearce (1699-1733), som blev en af de førende fortalere for palladianismen i Irland. Han var fætter til John Vanbrugh (1664-1726) og en af hans elever, men afviste barokken. Han tilbragte tre år med at studere arkitektur i Frankrig og Italien, før han kom hjem til Irland. Hans vigtigste palladianske arbejde er de tidligere parlamentsbygninger i Dublin, 'Houses of Parliament'. Han var en produktiv arkitekt, der også udformede sydfacaden i Drumcondra House i 1725 og Summerhill House i 1731, som blev afsluttet efter Pearces død af Richard Cassels.
Pearce førte tilsyn med opførelsen af Castletown House nær Dublin, opført 1722 og tegnet af den italienske arkitekt Alessandro Galilei (1691-1737). Det er måske det eneste palladianske hus i Irland, der er opført efter Palladios matematiske forhold, og en af de tre irske herregårde, der kan have inspireret udformningen af Det Hvide Hus i Washington.
Andre eksempler er Russborough, opført 1741-1755 og tegnet af Richard Cassels (1690-1751), som også stod for det palladianske Rotunda Hospital i Dublin og Florence Court i County Fermanagh. Irske 'country houses' i palladiansk stil har ofte udførlig rococostuk, som ofte var udført af de schweiziske brødre Paul og Philip Lafranchini. Det var en irsk specialitet, langt mere flamboyant end interiøret fra de samtidige i England. Så meget af Dublin blev bygget i 1700-tallet, at det satte et georgiansk mærke på byen.
Som følge af dårlig planlægning og fattigdom var Dublin imidlertid indtil for nylig en af de få byer, hvor fine boliger fra 1700-tallet kunne ses i dårlig tilstand. Andre steder i Irland efter selvstændigheden i 1922 blev blyet fjernet fra tagene af ubeboede Palladio-huse og solgt som skrot. Husene blev ofte forladt på grund af store skatter baseret på typen af tagbeklædning.
- Irsk palladianisme i 1700-tallet
- Castletown House Celbridge, Irland. Opført 1722
- Florence Court. Enniskillen, County Fermanagh
- Rotunda Hospital, Dublin
- Rotunda Hospital, Dublin

### Nordamerikansk palladianisme
Palladios indflydelse i Nordamerika er tydelig næsten fra begyndelsen af det tidspunkt hvor arkitekttegnede bygninger optræder dér, selv om den anglo-irske filosof George Berkeley måske kan siges at være Amerikas pioner hvad angår palladiansk stil. Berkeley erhvervede en stor gård i Middletown nær Newport i slutningen af 1720'erne, som han kaldte "Whitehall" og forbedrede den med en palladiansk dørindramning efter William Kents bog Designs of Inigo Jones (1727), som han måske har bragt med fra London.
Palladios arbejde blev medtaget i det bibliotek på tusind bind, han samlede til formålet og sendte til Yale College.
I 1749 genbrugte Peter Harrison (1716-1775) udformningen mere direkte fra Palladios Quattro Libri til sit Redwood Library i Newport, Rhode Island. Hans Brick Market, også i Newport, fra et årti senere har også et palladiansk koncept.
- Amerikansk palladianisme i 1700-tallet
- Brick Market, Newport
- Hammond-Harwood House blev udformet efter Villa Pisani, Montagnana, Padova, fra Palladios Quattro Libri
- Villa Pisani, Montagnana, Padova
 Forlæg for Hammond-Harwood House

Hammond-Harwood House i Annapolis, Maryland er et eksempel på palladiansk arkitektur i USA. Det er det eneste eksisterende arbejde med kolonial arkitekttegnet arkitektur ('colonial academic architecture'), der hovedsagelig som forlæg havde Andrea Palladios Quattro Libri. Huset blev tegnet af arkitekten William Buckland i 1773-74 for den velhavende landmand Matthias Hammond fra Anne Arundel County, Maryland. Det blev udformet efter model af Villa Pisani i Montagnana, Padova, i Quattro Libri dell'Achitettura, bog II, kapitel XIV.
Politikeren og arkitekten Thomas Jefferson (1743-1826) refererede engang til Palladios Quattro Libri som sin bibel. Jefferson erhvervede en intens forståelse af Palladios arkitektoniske koncepter, og udformningen af hans egen Monticello, James Barbours (1775-1842) ejendom i Barboursville, Virginia fra 1822, brændt 1884, Virginia State Capitol og University of Virginia var baseret på tegninger fra Palladios bog.
Han indså den stærke politiske betydning der lå i antikke romerske bygninger og udformede sine borgerlige (en. 'civic') bygninger i palladiansk stil. Hans første Monticello (ombygget mellem 1796 og 1808) er med modifikationer baseret på Palladios Villa Capra i en stil der i dag i Amerika beskrives som 'Colonial Georgian'. Jeffersons Pantheon eller Rotunda ved University of Virginia er palladiansk i koncept og stil.
I Virginia og Carolina kommer den palladianske fortolkning til udtryk i mange 'Tidewater'-plantagehuse, 'plantation houses', som Stratford Hall eller Westover Plantation eller Drayton Hall nær Charleston. De er klassiske eksempler fra kolonitidens Amerika på palladianske elementer i arkitekturen. De blev tilgængelige i form af graveringer, til gavn for både murere og bygherrer, der ikke havde nogen førstehåndserfaring med europæisk byggepraksis.
Et træk ved den amerikanske palladianisme var genopkomsten af den store portik, der som i Italien opfyldte behovet for beskyttelse mod solen. Portikker i forskellige former og størrelser blev et dominerende træk ved amerikansk kolonial arkitektur. I de nordeuropæiske lande var portikken blot blevet et symbol, ofte lukket eller blot antydet ved pilastrenes udformning og undertiden i meget sene eksempler på engelsk palladianisme tilpasset som en porte-cochere, indkørselsport, husport. I Amerika fik den palladianske portik igen sin fulde betydning.
Et hus, der tydeligt viser denne palladianske indflydelse fra James Gibbs (1682-1754) er Mount Airy i Richmond County, Virginia, opført 1758-62.
Ved Westover Plantation i Charles City County, Virginia, blev nord- og sydindgange – fremstillet af importeret Portland-sten – udformet efter en planche i William Salmons Palladio Londinensis (1734).
- Amerikansk palladianisme i 1700-tallet med mulige forlæg
- Drayton Hall med den dobbelte portik. Nær Charleston (South Carolina), South Carolina
- Mount Airy i Richmond County, Virginia, opført 1758-62 med forlæg i plache LVIII i James Gibbs' Book of Architecture fra 1728[note 12]
- Den nordlige portik af Det Hvide Hus og Leinster House, Dublin.
 Sammenligning
- Castle Coole County Fermanagh som sydfacaden af Det Hvide Hus skulle ligne

Det karakteristiske træk ved Drayton Hall i Charleston, South Carolina, var dets to-etagers portik, som var taget direkte fra Palladio.
Den neoklassiske bygning for USA's præsident, Det Hvide Hus i Washington, var inspireret af irsk palladianisme. Både Castle Coole og Richard Cassels Leinster House i Dublin hævdes at have inspireret arkitekten James Hoban, der udarbejdede det fornemme palæ, bygget mellem 1792 og 1800 . Hoban var født i Callan, County Kilkenny i 1762 og studerede arkitektur i Dublin, hvor Leinster Hus (opført 1747) var en af de fineste bygninger på det tidspunkt.
Det Hvide Hus er mere neoklassisk end palladiansk; især sydfacaden, der ligner James Wyatts udformning fra 1790 af Castle Coole, County Fermanagh, Irland. Castle Coole er ifølge den arkitektoniske kommentator Gervase Jackson-Stops "En kulmination af de palladianske traditioner, men alligevel neoklassisk i sin mådeholdne ornamentering og ædle nøjsomhed (noble austerity)."
En af palladianismens tilpasninger i Amerika gjaldt piano nobile – 'den fornemme etage' – der nu ofte blev placeret i stueetagen, snarere end over en tjenesteafdeling som det var sædvanligt i Europa. Denne tjenesteafdeling, hvis den overhovedet eksisterede, var nu en diskret halvkælder, og det fjernede behovet for en udsmykket ekstern trappe, der skulle føre til hovedindgangen som i de mere originale Palladio-bygninger. Det skulle også blive et træk ved den neoklassiske stil, der fulgte efter palladianismen.
Hammond-Harwood House og Jeffersons første Monticello
De eneste to huse fra den engelske kolonitid (1607-1776) i USA der tydeligt kan tilskrives inspiration fra Four Books of Architecture er arkitekt William Bucklands Hammond-Harwood House (1774) i Annapolis, Maryland, og Thomas Jeffersons første Monticello. Forlægget for Hammond-Harwood House er Villa Pisani i Montagnana (Bog II, kapitel XIV), og for den første Monticello fra 1770 er forlægget Villa Cornaro i Piombino Dese, Veneto (Bog II, kapitel XIV). Thomas Jefferson dækkede senere denne facade med tilføjelser, så Hammond-Harwood House er det eneste rene og uberørte eksempel på direkte efterligning i Amerika i dag.
- To italienske forlæg for amerikansk palladianisme
- Villa Pisani (Palladio) Leoni – Forlæg for Hammond-Harwood House (1774) i Annapolis.
- Villa Cornaro i Piombino Dese, Veneto af Palladio, forsiden i 2007. Forlæg for Jeffersons første Monticello fra 1772, der senere fik tilføjelser til facaden[note 13]

- Canada
- Nova Scotia Legislature Building, sandsten, 1819. Sædet for den lovgivende forsamling
- Government House, St. John's.
 Newfoundland, 1851. Opført 1827-1831

I Canada er Palladio-arkitekturen sjældnere. Et bemærkelsesværdigt eksempel er bygningen for Nova Scotias lovgivende forsamling, færdiggjort i 1819. Et andet eksempel er Government House i St. John's, Newfoundland.

## Senere udvikling og virkning
I 1770'ernes Storbritannien var arkitekter som Robert Adam (†1792) og William Chambers (†1796) efterspurgte; de trak på en lang række klassiske kilder, herunder fra det antikke Grækenland, så deres arbejder til sidst blev karakteriseret som neoklassisk snarere end palladiansk. I Europa sluttede den palladianske genopblomstring i slutningen af 1700-tallet.
I Nordamerika varede palladianismen lidt længere. Thomas Jeffersons plan- og facadetegninger står en del i gæld til Palladios Quattro Libri. Udtrykket 'palladiansk' misbruges ofte i dag og har tendens til at beskrive en bygning med klassiske prætentioner. Der var imidlertid en genoplivning af palladianske ideer blandt 'revivalister' i begyndelsen af 1900-tallet, og det har holdt sig selv gennem den modernistiske periode.
I midten af 1900-tallet fik arkitekturhistorikeren Colin Rowes (1920-1999) uortodokse tilgang betydning ved at revurdere moderne arkitekturs placering i historien og anerkende den palladianske arkitektur som en aktiv indflydelse. Senere i 1900-tallet, hvor Rowes indflydelse var spredt over hele verden, var denne tilgang blevet et centralt element i arkitektur- og bydesign.
Hvis 'fortidens tilstedeværelse' var tydelig i mange arkitekters arbejde i slutningen af 1900-tallet – fra James Stirling til Aldo Rossi, Robert Venturi, Oswald Matthias Ungers, Peter Eisenman, Michael Graves med flere – skyldtes det Rowes indflydelse. Hans uortodokse og ikke-kronologiske syn på historien gjorde det muligt for ham at udvikle teoretiske formuleringer som hans berømte essay "The Ideal Villa of Mathematics" (1947), hvor han teoretiserede, at der var kompositionsmæssige 'regler' i Palladios villaer der kunne påvises at svare til lignende 'regler' i Le Corbusiers villaer ved Poissy og Garches nær Paris. Denne tilgang gjorde det muligt for Rowe at udarbejde en provokerende transhistorisk vurdering af både Palladio og Le Corbusier, hvor begges arbejder blev vurderet side om side i øjeblikket og ikke i kronologisk tid.